# ماري إليزابيث سمول
ماري إليزابيث سمول (بالإنجليزية: Mary Elizabeth Small)‏ هي فلاحة نيوزيلندية، ولدت في 1812، وتوفيت في 1908.